# IC 2279
IC 2279 је појединачна звијезда у сазвјежђу Рак која се налази на листи објеката дубоког неба у Индекс каталогу.
Деклинација објекта је + 18° 34' 7" а ректасцензија 8h 18m 35,5s.